# Natation aux Jeux olympiques de la jeunesse d'été de 2010
Navigation
Édition suivante
Trente-quatre épreuves natation sportive sont organisées dans le cadre des Jeux olympiques de la jeunesse d'été de 2010 entre le 15 et le 19 août 2010 au Singapore Sports School, à Singapour. 

## Programme des compétitions
| Date    | Jour     | Heure   | Détails                              |
| ------- | -------- | ------- | ------------------------------------ |
| 15 août | Dimanche | 18 h 32 | 400 m nage libre garçons             |
| 15 août | Dimanche | 19 h 10 | 200 m quatre nages individuel filles |
| 15 août | Dimanche | 19 h 16 | Relais 4 × 100 m nage libre          |

| Date    | Jour  | Heure   | Détails                               |
| ------- | ----- | ------- | ------------------------------------- |
| 16 août | Lundi | 18 h 32 | 100 m dos garçons                     |
| 16 août | Lundi | 18 h 36 | 200 m papillon filles                 |
| 16 août | Lundi | 18 h 41 | 200 m nage libre garçons              |
| 16 août | Lundi | 18 h 46 | 50 m brasse filles                    |
| 16 août | Lundi | 19 h 38 | 100 m brasse garçons                  |
| 16 août | Lundi | 19 h 42 | 100 m dos filles                      |
| 16 août | Lundi | 19 h 46 | 200 m quatre nages individuel garçons |
| 16 août | Lundi | 20 h 08 | Relais 4 × 100 m                      |

| Date    | Jour  | Heure   | Détails                     |
| ------- | ----- | ------- | --------------------------- |
| 17 août | Mardi | 18 h 45 | 200 m dos filles            |
| 17 août | Mardi | 18 h 50 | 100 m papillon garçons      |
| 17 août | Mardi | 19 h 28 | 100 m nage libre filles     |
| 17 août | Mardi | 19 h 32 | 4 × 100 m nage libre filles |

| Date    | Jour     | Heure   | Détails                               |
| ------- | -------- | ------- | ------------------------------------- |
| 18 août | Mercredi | 18 h 32 | 50 m nage libre garçons               |
| 18 août | Mercredi | 18 h 42 | 200 m brasse garçons                  |
| 18 août | Mercredi | 18 h 57 | 50 m papillon filles                  |
| 18 août | Mercredi | 19 h 00 | 50 m dos garçons                      |
| 18 août | Mercredi | 19 h 04 | 100 m brasse filles                   |
| 18 août | Mercredi | 19 h 31 | 200 m nage libre filles               |
| 18 août | Mercredi | 19 h 53 | Relais 4 × 100 m quatre nages garçons |

| Date    | Jour  | Heure   | Détails                     |
| ------- | ----- | ------- | --------------------------- |
| 19 août | Jeudi | 18 h 53 | 50 m papillon garçons       |
| 19 août | Jeudi | 18 h 57 | 50 m dos filles             |
| 19 août | Jeudi | 19 h 17 | 4 × 100 m nage libre filles |

| Date    | Jour     | Heure   | Détails                        |
| ------- | -------- | ------- | ------------------------------ |
| 20 août | Vendredi | 18 h 32 | 50 m nage libre filles         |
| 20 août | Vendredi | 18 h 35 | 200 m dos garçons              |
| 20 août | Vendredi | 18 h 40 | 100 m papillon filles          |
| 20 août | Vendredi | 19 h 32 | 100 m nage libre garçons       |
| 20 août | Vendredi | 19 h 20 | 200 m papillon garçons         |
| 20 août | Vendredi | 19 h 43 | 400 m nage libre femmes jeunes |
| 20 août | Vendredi | 20 h 00 | 50 m brasse garçons            |
| 20 août | Vendredi | 20 h 13 | Relais 4 × 100 m quatre nages  |

## Tableau des médailles
| Rang  | Nation             | Or | Argent | Bronze | Total |
| ----- | ------------------ | -- | ------ | ------ | ----- |
| 1     | Chine              | 11 | 2      | 1      | 14    |
| 2     | Australie          | 4  | 6      | 6      | 16    |
| 3     | Hongrie            | 4  | 1      | 1      | 6     |
| 4     | France             | 3  | 1      | 2      | 6     |
| 5     | Ukraine            | 3  | 1      | 1      | 5     |
| 6     | Russie             | 2  | 5      | 2      | 9     |
| 7     | Canada             | 2  | 1      | 4      | 7     |
| 8     | Afrique du Sud     | 1  | 3      | 2      | 6     |
| 9     | Italie             | 1  | 2      | 2      | 5     |
| 10    | États-Unis         | 1  | 2      | 0      | 3     |
| 11    | Corée du Sud       | 1  | 1      | 0      | 2     |
| 12    | Trinité-et-Tobago  | 1  | 0      | 0      | 1     |
| 12    | Croatie            | 1  | 0      | 0      | 1     |
| 14    | Espagne            | 0  | 2      | 1      | 3     |
| 15    | Israël             | 0  | 2      | 0      | 2     |
| 16    | Allemagne          | 0  | 1      | 2      | 3     |
| 17    | Venezuela          | 0  | 1      | 1      | 2     |
| 17    | Serbie             | 0  | 1      | 1      | 2     |
| 19    | Singapour          | 0  | 1      | 0      | 1     |
| 20    | Royaume-Uni        | 0  | 0      | 2      | 2     |
| 21    | République tchèque | 0  | 0      | 1      | 1     |
| 21    | Norvège            | 0  | 0      | 1      | 1     |
| 21    | Portugal           | 0  | 0      | 1      | 1     |
| 21    | Koweït             | 0  | 0      | 1      | 1     |
| 21    | Japon              | 0  | 0      | 1      | 1     |
| 21    | Pologne            | 0  | 0      | 1      | 1     |
| 21    | Roumanie           | 0  | 0      | 1      | 1     |
| Total | Total              | 35 | 33     | 35     | 103   |

## Podiums

### Garçons
| Épreuves               | Or                                                                             | Argent                                                                           | Bronze                                                                                     |
| Nage libre             | Nage libre                                                                     | Nage libre                                                                       | Nage libre                                                                                 |
| ---------------------- | ------------------------------------------------------------------------------ | -------------------------------------------------------------------------------- | ------------------------------------------------------------------------------------------ |
| 50 m                   | Andriy Hovorov 22 s 35                                                         | Kenneth To 22 s 82                                                               | Aitor Martinez 22 s 83                                                                     |
| 100 m                  | Mehdy Metella 49 s 99                                                          | Velimir Stjepanović 50 s 25                                                      | Kenneth To 50 s 29                                                                         |
| 200 m                  | Andrey Ushakov 1 min 49 s 81                                                   | Cristian Quintero 1 min 49 s 98                                                  | Jeremy Bagshaw 1 min 50 s 67                                                               |
| 400 m                  | Dai Jun 3 min 50 s 91                                                          | Chad le Clos 3 min 51 s 37                                                       | Cristian Quintero 3 min 53 s 44                                                            |
| Dos                    |                                                                                |                                                                                  |                                                                                            |
| 50 m                   | Christian Homer 26 s 36                                                        | Rainer Ng 26 s 45                                                                | Max Akerman Abdullah Altuwaini 26 s 46                                                     |
| 100 m                  | He Jianbin 55 s 16                                                             | Yakov Toumarkin 55 s 28                                                          | Lavrans Solli 56 s 20                                                                      |
| 200 m                  | Péter Bernek 1 min 59 s 18                                                     | Yakov Toumarkin 1 min 59 s 39                                                    | Balazs Zambo 2 min 1 s 60                                                                  |
| Brasse                 |                                                                                |                                                                                  |                                                                                            |
| 50 m                   | Ivan Capan 28 s 55                                                             | Nicholas Schafer 28 s 59                                                         | Razvan Tudosie 28 s 69                                                                     |
| 100 m                  | Nicholas Schafer 1 min 1 s 38                                                  | Anton Lobanov 1 min 1 s 44                                                       | Flavio Bizzarri 1 min 2 s 22                                                               |
| 200 m                  | Flavio Bizzarri 2 min 13 s 31                                                  | Anton Lobanov 2 min 13 s 65                                                      | Nicholas Schafer 2 min 13 s 72                                                             |
| Papillon               |                                                                                |                                                                                  |                                                                                            |
| 50 m                   | Andriy Hovorov 23 s 64                                                         | Chang Gyu-cheol 24 s 05                                                          | Tommaso Romani 24 s 80                                                                     |
| 100 m                  | Chang Gyu-cheol 53 s 13                                                        | Chad le Clos 53 s 31                                                             | Velimir Stjepanović 53 s 77                                                                |
| 200 m                  | Bence Biczó 1 min 55 s 89                                                      | Chad le Clos 1 min 56 s 85                                                       | Marcin Cieslak 1 min 57 s 68                                                               |
| Quatre nages           |                                                                                |                                                                                  |                                                                                            |
| 200 m                  | Chad le Clos 2 min 0 s 68                                                      | Kenneth To 2 min 2 s 51                                                          | Dylan Bosch 2 min 2 s 59                                                                   |
| Relais                 |                                                                                |                                                                                  |                                                                                            |
| 4 × 100 m nage libre   | Russie Andrey Ushakov Aleksey Atsapkin Ilya Lemaev Anton Lobanov 3 min 23 s 91 | Chine Sun Bowei Dai Jun Wang Ximing He Jianbin 3 min 24 s 46                     | Afrique du Sud Chad le Clos Murray McDougall Dylan Bosch Pierre Keune 3 min 24 s 66        |
| 4 × 100 m quatre nages | Australie Max Ackermann Nicholas Schafer Kenneth To Justin James 3 min 42 s 50 | France Ganesh Pedurand Thomas Rabeisen Jordan Coelho Medhy Metella 3 min 43 s 84 | Allemagne Christian Diener Christian vom Lehn Melvin Herrmann Kevin Leithold 3 min 44 s 22 |

### Filles
| Épreuves             | Or                                                                        | Argent                                                                                      | Bronze                                                                          |
| Nage libre           | Nage libre                                                                | Nage libre                                                                                  | Nage libre                                                                      |
| -------------------- | ------------------------------------------------------------------------- | ------------------------------------------------------------------------------------------- | ------------------------------------------------------------------------------- |
| 50 m                 | Tang Yi Anna Santamans 25 s 40                                            | —                                                                                           | Emma McKeon 25 s 61                                                             |
| 100 m                | Tang Yi 54 s 46                                                           | Emma McKeon 55 s 37                                                                         | Lauren Earp 56 s 59                                                             |
| 200 m                | Tang Yi 1 min 58 s 78                                                     | Boglárka Kapás 2 min 0 s 99                                                                 | Emma McKeon 2 min 1 s 18                                                        |
| 400 m                | Boglárka Kapás 4 min 10 s 37                                              | Kiera Janzen 4 min 14 s 28                                                                  | Ellie Faulkner 4 min 14 s 31                                                    |
| Dos                  |                                                                           |                                                                                             |                                                                                 |
| 50 m                 | Mathilde Cini 29 s 19                                                     | Daryna Zevina 29 s 34                                                                       | Alexandra Papusha 29 s 51                                                       |
| 100 m                | Daryna Zevina 1 min 1 s 51                                                | Bai Anqi 1 min 1 s 97                                                                       | Alexandra Papusha 1 min 2 s 15                                                  |
| 200 m                | Bai Anqi 2 min 11 s 46                                                    | Kaitlyn Jones 2 min 12 s 20                                                                 | Daryna Zevina 2 min 12 s 31                                                     |
| Brasse               |                                                                           |                                                                                             |                                                                                 |
| 50 m                 | Rachel Nicol 32 s 06                                                      | Martina Carraro 32 s 44                                                                     | Ana de Pinho Rodrigues 32 s 49                                                  |
| 100 m                | Tera van Beilen 1 min 8 s 95                                              | Emily Selig 1 min 9 s 06                                                                    | Rachel Nicol 1 min 9 s 18                                                       |
| 200 m                | Emily Selig 2 min 27 s 78                                                 | Tera van Beilen 2 min 29 s 39                                                               | Maya Hamano 2 min 29 s 75                                                       |
| Papillon             |                                                                           |                                                                                             |                                                                                 |
| 50 m                 | Liu Lan 26 s 97                                                           | Elena Di Liddo 27 s 06                                                                      | Anna Santamans 27 s 31                                                          |
| 100 m                | Liu Lan 59 s 67                                                           | Judit Ignacio 1 min 0 s 07                                                                  | Rachael Kelly 1 min 0 s 26                                                      |
| 200 m                | Boglárka Kapás 2 min 8 s 72                                               | Judit Ignacio 2 min 10 s 11                                                                 | Liu Lan 2 min 11 s 94                                                           |
| Quatre nages         |                                                                           |                                                                                             |                                                                                 |
| 200 m                | Kaitlyn Jones 2 min 14 s 53                                               | Kristina Kochetkova 2 min 15 s 13                                                           | Barbora Zavadova 2 min 15 s 36                                                  |
| Relais               |                                                                           |                                                                                             |                                                                                 |
| 4 × 100 m nage libre | Chine Liu Lan Anqi Bai Chang Wang Tang Yi 3 min 46 s 64                   | Allemagne Juliane Reinhold Lena Kalla Dorte Baumert Lina Rathsack 3 min 49 s 02             | Canada Lindsay Delmar Tera van Beilen Rachel Nicol Lauren Earp 3 min 49 s 12    |
| 4 × 100 m 4 nages    | Australie Madison Wilson Emily Selig Zoe Johnson Emma McKeon 4 min 9 s 68 | Russie Alexandra Papusha Olga Detenyuk Kristina Kochetkova Ekaterina Andreeva 4 min 11 s 07 | Allemagne Dorte Baumert Lina Rathsack Lena Kalla Juliane Reinhold 4 min 11 s 76 |

### Mixte
| Épreuves                    | Or                                                         | Argent                                                                                  | Bronze                                                                        |
| --------------------------- | ---------------------------------------------------------- | --------------------------------------------------------------------------------------- | ----------------------------------------------------------------------------- |
| Relais 4 × 100 m nage libre | Chine Sun Bowei Tang Yi Liu Lan He Jianbin 3 min 31 s 34   | Australie Kenneth To Emma McKeon Madison Wilson Justin James 3 min 31 s 69              | France Mehdy Metella Anna Santamans Mathilde Cini Jordan Coelho 3 min 35 s 90 |
| Relais 4 × 100 m 4 nages    | Chine Jianbin He Ximing Wang Liu Lan Tang Yi 3 min 52 s 52 | Russie Alexandra Papusha Anton Lobanov Kristina Kochetkova Andrey Ushakov 3 min 55 s 29 | Australie Max Ackerman Emily Selig Kenneth To Emma McKeon 3 min 55 s 63       |